# Wereldkampioenschappen wielrennen 2025

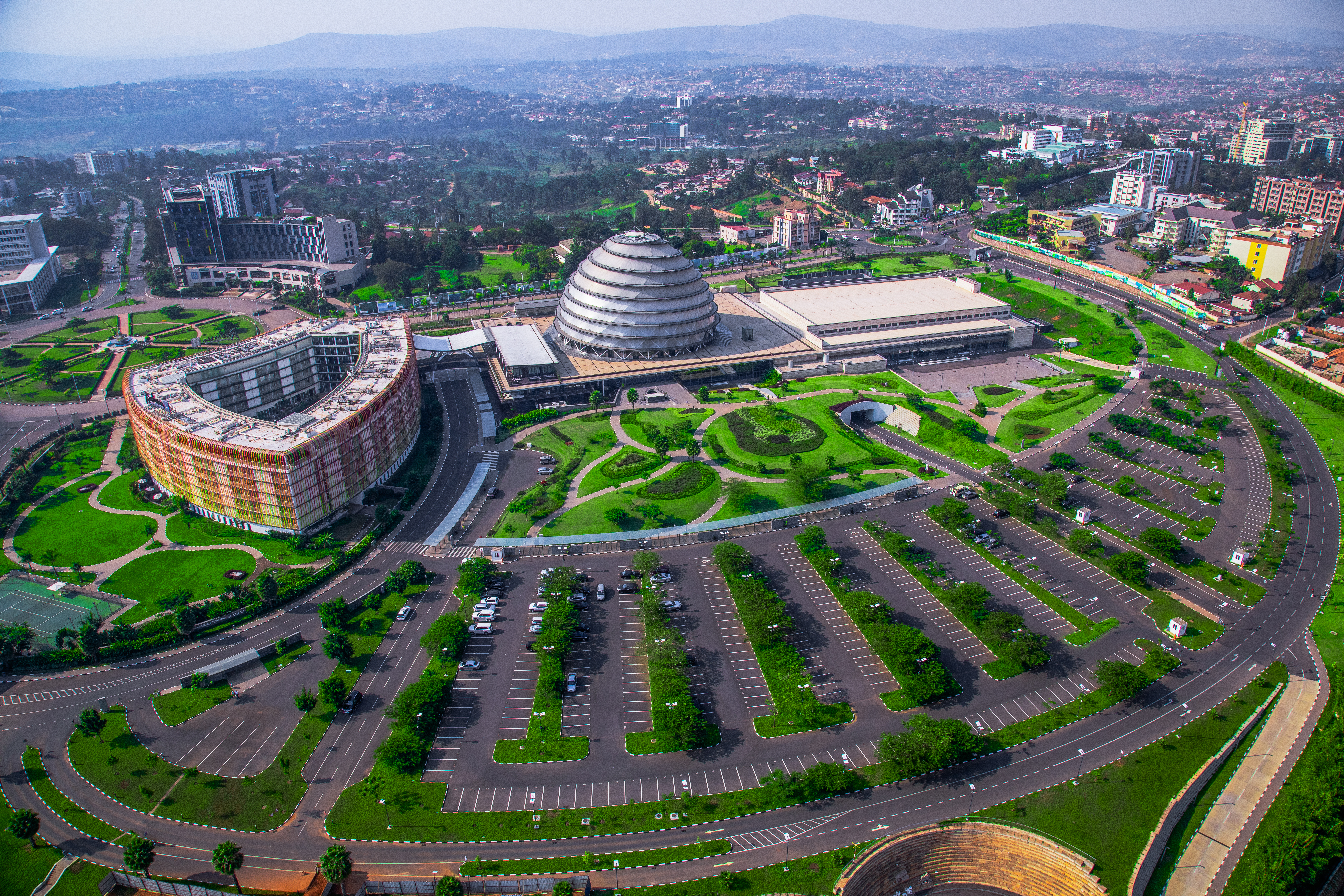
Het Kigali Convention Center dat als startplaats wordt gebruikt

De 98e editie van de wereldkampioenschappen wielrennen wordt tussen 21 en 28 september 2025                                                                                                           gehouden in het Rwandese Kigali. Tijdens dit evenement worden mogelijk ook de wereldkampioenschappen wielrennen para-cycling gehouden.
In juli 2018 sprak de Internationale Wielerunie (UCI) de wens uit om de organisatie van het WK voor het eerst aan een Afrikaanse federatie te gunnen. In februari 2019 kondigde de Rwandese federatie haar voornemen aan om via haar hoofdstad Kigali een aanvraag in te dienen. Ook de stad Tanger in Marokko had zijn kandidatuur ingediend. Op 23 september 2021 werd de organisatie toegewezen aan de Rwandese hoofdstad.
Het lokale organisatiecomité van de Rwandese wielerfederatie laat zich ondersteunen door de satelliet van het UCI World Cycling Centre (WCC) in het Zuid-Afrikaanse Paarl en schreef een bid uit voor ondersteuning bij de sporttechnische aspecten, de organisatie van het randprogramma en de communicatie en promotie en selecteerde vervolgens het Belgische Golazo en het Franse ASO om het hele event mee op poten te zetten.

## Schema en route
De wedstrijden worden gereden in en rond Kigali. De wegwedstrijden vinden plaats op een lokaal circuit met bijna 5.500 hoogtemeters. Hierbij worden de Côte de Kigali Golf en de Côte de Kimihurura meermaals aangedaan. Voor de mannen elite is er een uitgebreide lus, die eenmaal wordt aangedaan met de Côte de Péage, de Mount Kigali en de Muur van Kigali. Voor de tijdritten is er een iets ander parcours waar ook de Côte de Nyanza in is opgenomen.
| Datum                   | Tijdstippen            | Tijdstippen            | Evenement              | Start                    | Aankomst               | Afstand                |
| Individuele tijdritten  | Individuele tijdritten | Individuele tijdritten | Individuele tijdritten | Individuele tijdritten   | Individuele tijdritten | Individuele tijdritten |
| ----------------------- | ---------------------- | ---------------------- | ---------------------- | ------------------------ | ---------------------- | ---------------------- |
| zo 21 september         | 09:50                  | 13:35                  | Elite vrouwen          | Kigali Convention Centre | Kigali, Gasabo         | 31,2 km                |
| zo 21 september         | 13:25                  | 16:30                  | Elite mannen           | Kigali Convention Centre | Kigali, Gasabo         | 40,6 km                |
| ma 22 september         | 10:40                  | 12:40                  | Beloften mannen        | Kigali Convention Centre | Kigali, Gasabo         | 31,2 km                |
| ma 22 september         | 14:30                  | 16:30                  | Beloften vrouwen       | Kigali Convention Centre | Kigali, Gasabo         | 22,6 km                |
| di 23 september         | 11:10                  | 13:45                  | Junioren mannen        | Kigali Convention Centre | Kigali, Gasabo         | 22,6 km                |
| di 23 september         | 14:30                  | 16:30                  | Junioren vrouwen       | Kigali Convention Centre | Kigali, Gasabo         | 18,3 km                |
| Gemengde ploegentijdrit |                        |                        |                        |                          |                        |                        |
| wo 24 september         | 12:00                  | 16:30                  | Gemengde estafette     | Kigali Convention Centre | Kigali, Gasabo         | 42,4 km                |
| Wegwedstrijden          |                        |                        |                        |                          |                        |                        |
| do 25 september         | 13:00                  | 16:30                  | Beloften vrouwen       | Kigali Convention Centre | Kigali, Gasabo         | 119,3 km               |
| vr 26 september         | 07:45                  | 11:10                  | Junioren mannen        | Kigali Convention Centre | Kigali, Gasabo         | 119,3 km               |
| vr 26 september         | 11:50                  | 16:25                  | Beloften mannen        | Kigali Convention Centre | Kigali, Gasabo         | 164,6 km               |
| za 27 september         | 08:00                  | 10:20                  | Junioren vrouwen       | Kigali Convention Centre | Kigali, Gasabo         | 74,6 km                |
| za 27 september         | 11:35                  | 16:25                  | Elite vrouwen          | Kigali Convention Centre | Kigali, Gasabo         | 164,6 km               |
| zo 28 september         | 09:20                  | 16:35                  | Elite mannen           | Kigali Convention Centre | Kigali, Gasabo         | 267,5 km               |

## Links, voetnoten, navigatie
1921 · 
1922 · 
1923 · 
1924 · 
1925 · 
1926 · 
1927 · 
1928 · 
1929 · 
1930 · 
1931 · 
1932 · 
1933 · 
1934 · 
1935 · 
1936 · 
1937 · 
1938 · 
1946 · 
1947 · 
1948 · 
1949 · 
1950 · 
1951 · 
1952 · 
1953 · 
1954 · 
1955 · 
1956 · 
1957 · 
1958 · 
1959 · 
1960 · 
1961 · 
1962 · 
1963 · 
1964 · 
1965 · 
1966 · 
1967 · 
1968 · 
1969 · 
1970 · 
1971 · 
1972 · 
1973 · 
1974 · 
1975 · 
1976 · 
1977 · 
1978 · 
1979 · 
1980 · 
1981 · 
1982 · 
1983 · 
1984 · 
1985 · 
1986 · 
1987 · 
1988 · 
1989 · 
1990 · 
1991 · 
1992 · 
1993 · 
1994 · 
1995 · 
1996 · 
1997 · 
1998 · 
1999 · 
2000 · 
2001 · 
2002 · 
2003 · 
2004 · 
2005 · 
2006 · 
2007 · 
2008 · 
2009 ·
2010 · 
2011 · 
2012 · 
2013 · 
2014 · 
2015 · 
2016 · 
2017 · 
2018 · 
2019 · 
2020 ·
2021 ·
2022 ·
2023 ·
2024 ·
2025 ·
2026